# ادی بوسنار
ادی بوسنار (انگلیسی: Eddy Bosnar؛ زادهٔ ۲۹ آوریل ۱۹۸۰) بازیکن فوتبال اهل استرالیا بود.
از باشگاه‌هایی که در آن بازی کرده‌است می‌توان به باشگاه فوتبال نیوکاسل یونایتد جتس، باشگاه فوتبال رییکا، باشگاه فوتبال اشتورم گراتس، باشگاه فوتبال نورث وست سیدنی اسپیریت، باشگاه فوتبال سوون سامسونگ، باشگاه فوتبال دینامو زاگرب، باشگاه فوتبال هراکس آلملو، باشگاه فوتبال اورتون، باشگاه فوتبال گوانگ‌ژو سیتی، باشگاه فوتبال جف یونایتد چیبا، باشگاه فوتبال سنترال کوئست مارینرز، و باشگاه فوتبال شیمیزو اس-پالس اشاره کرد.
وی همچنین در تیم‌های ملی فوتبال زیر ۲۰ سال استرالیا و زیر ۲۳ سال استرالیا بازی کرده‌است.